# Myonera ruginosa
Myonera ruginosa är en musselart som först beskrevs av Jeffereys 1881.  Myonera ruginosa ingår i släktet Myonera och familjen Cuspidariidae. Inga underarter finns listade i Catalogue of Life.